# 多賀谷家政
多賀谷 家政（たがや いえまさ、生没年不詳）は、鎌倉時代初期の武蔵国の武将である。左衛門尉（資料によっては右衛門尉）。金子家忠の次男。多賀谷重光の養子。多賀谷重茂の父。
武蔵七党村山党の一族。同じ武蔵七党で野与党の武蔵国埼玉郡騎西庄多賀谷郷の地頭、多賀谷氏の養子となった。『吾妻鏡』によれば、暦仁元年（1238年）に鎌倉幕府4代将軍藤原頼経が上洛するに際し、家政も随員の一人として供奉した事が記されている。